# Lichtenfelsi járás
Lichtenfels járás egy járás Bajorországban. Lichtenfelsi járás Coburg, Bamberg, Bayreuth, Kulmbach és Kronach járásokkal határos. Lakosainak száma 66 640 fő (2016. december 31.).

## Népesség
A járás népessége az elmúlt években az alábbi módon változott:
| Lakosok száma | 29 459 | 32 299 | 19 340 | 55 509 | 67 863 | 65 602 | 66 644 | 66 540 | 66 640 | 66 777 |
|               | 1871   | 1885   | 1925   | 1950   | 1970   | 1987   | 2013   | 2014   | 2016   | 2017   |